# 作家出版社
作家出版社（さっかしゅっぱんしゃ）は中華人民共和国北京市朝陽区に本社を置く大規模な出版社である。当出版社は1953年に設立され、中国作家協会の傘下にある。主に現代文学を出版し、ベストセラー小説をたくさん出版してきたので、読者には高い知名度がある。
当社からの注目すべき発表の1つは、2000年に中国のベストセラーランキングで通算16カ月で1位を記録した、"ハーバード・ガール"
であり 、売上が300万冊以上の大ヒットを記録した。